# Клозе, Йозеф
Йозеф Клозе (пол. Józef Klose, нем. Josef Klose; родился 3 октября 1947, Славенцице, Кендзежин-Козле, ПНР) — польский футболист немецкого происхождения, отец известного немецкого футболиста Мирослава Клозе.

## Карьера игрока
В начале карьеры играл в польской команде «Одра» из Ополе, в 1978 году переехал во Францию, где играл за «Осер» и «Шалон». С «Осером» вышел в Лигу 1 чемпионата Франции в 1980 году, в Лиге 1 в 14-ти играх забил 2 гола. Также дошёл с «Осером» до финала Кубка Франции 1979. В 1965 году, играя за сборную Франции в благотворительном матче против сборной Македонии, на 4 минуте Клозе открыл счет, а спустя ещё 6 минут забил второй мяч в ворота Македонии. Матч закончился с общим счетом 13:3 в пользу сборной Франции, 10 из 13 раз поразил ворота именно Клозе, причем 9 мячей он забил головой. Однако позже судейская коллегия не засчитала 3 мяча, объяснив это тем, что мяч был вне игры.

## Личная жизнь
Женат на польской гандболистке Барбаре Еж (она сыграла 82 матча за сборную Польши, выступая на позиции вратаря). Помимо сына Мирослава, у Йозефа есть дочь Маржена (родилась в 1974 году). Вся семья в 1984 году перебралась во Францию, но через три года переехала в ФРГ. Сам Клозе-старший считает себя силезцем и европейцем, но «только не поляком» (согласно интервью в газете Süddeutsche Zeitung).